# Bălan (okręg Sălaj)
Bălan – wieś w Rumunii, w okręgu Sălaj, w gminie Bălan. W 2011 roku liczyła 941 mieszkańców.